# Allomicythus
Genre
Allomicythus est un genre d'araignées aranéomorphes de la famille des Gnaphosidae.

## Distribution
Les espèces de ce genre se rencontrent en Viêt Nam et en Chine.

## Liste des espèces
Selon World Spider Catalog (version 26, 11/06/2025) :
- Allomicythus kamurai Ono, 2009
- Allomicythus suochao Lin & Li, 2023
- Allomicythus youzi Yao & Liu, 2025

## Systématique et taxinomie
Ce genre a été décrit par Ono en 2009 dans les Gnaphosidae.

## Publication originale
- Ono, 2009 : « Three new spiders of the family Clubionidae, Liocranidae and Gnaphosidae (Arachnida, Araneae) from Vietnam. » Bulletin of the National Science Museum, sér. A, vol. 35, p. 1-8.